# حسين ساكي
حسين ساكي، من مواليد 10 مايو 1997م، وهو لاعب كرة قدم إيراني، بدأ حياته الرياضية لانضمامه لنادي صنعت نفط، وانضم مع زملائه في التشكيلة ببطولة كأس العالم تحت 20 سنة لكرة القدم، والتي أستضافته كوريا الجنوبية عام 2017م.

## روابط خارجية
- حسين ساكي على موقع قاعدة بيانات كرة القدم.إي يو (الإنجليزية)
- حسين ساكي على موقع Soccerway.com (الإنجليزية)
- حسين ساكي على موقع عالم كرة القدم.نت (الإنجليزية)